# كربشتلي العليا (جرغلان)
کربشتلي العلیا (بالفارسية: کرپشتلی علیا) هي قرية تقع في إيران في قسم جرغلان الريفي. يقدر عدد سكانها بـ 1058 نسمة بحسب إحصاء 2016.